# Глейзер, Чарлз
Чарльз Глейзер (Глазер, Charles L. Glaser) — американский политолог, теоретик международных отношений.
Доктор философии Гарварда, профессор Университета Джорджа Вашингтона (с 2009), а прежде Чикагского университета. Отмечен William and Katherine Estes Award (2021).
Окончил MIT (бакалавр физики). Получил две магистерских степени — одну из которых по физике, в Гарварде.
Степень доктора философии получил там же в Школе управления им. Джона Ф. Кеннеди.
Перед зачислением в Университет Джорджа Вашингтона он являлся именным профессором (Emmett Dedmon Professor) Чикагского университета, где трудился в 1991—2009 годах. Также преподавал политологию в Мичиганском университете (1987—1991), являлся приглашенным фелло в Стэнфорде (1996—1997) и исследовательским ассоциатом в MIT (1985—1987), служил в Генштабе Пентагона (1990—1991).
Автор книг Rational Theory of International Politics (Princeton, NJ: Princeton University Press, 2010, 314 pp.), Analyzing Strategic Nuclear Policy (Princeton 1990).